# Kawasaki KR 750
Die Kawasaki KR 750 war ein Rennmotorrad des japanischen Herstellers Kawasaki, das für die Formel 750 entwickelt wurde. Gary Nixon konnte mit dieser Maschine in der Saison 1976 den zweiten Platz hinter der überlegenen Yamaha TZ 750 erlangen.

## Geschichte und Technik
Die nationale Meisterschaft der AMA übernahm für die Saison 1972 das Reglement der FIM für seriennahe Motorräder mit überarbeiten Motoren bis 750 cm³ Hubraum. Kawasaki entwickelte aus dem Straßenmodell Kawasaki 750 H2 eine Rennversion, die ebenfalls luftgekühlte Kawasaki H2R. Einzelne Siege bei nationalen Rennen konnten nicht darüber hinwegtäuschen, dass die Konstruktion nicht wettbewerbsfähig war. Der H2R, die zwar 270 km/h schnell war, wurde ein Verbrauch von bis zu 28 Liter auf 100 km nachgesagt. Für die Saison 1973 wurde das Reglement erweitert, sodass größere Änderungen am Motor und Fahrwerk erlaubt waren. Kawasaki entschloss sich Ende 1974 eine neue Werksmaschine (Modellbezeichnung: 602) zu entwickeln. Bereits im März 1975 war das neue Rennmotorrad, die Kawasaki KR 750 einsatzbereit.
Der wassergekühlte Dreizylinder-Reihenmotor (Bohrung/Hub: 68 × 68 mm) mit kontaktloser Thyristor-Magnetzündung wurde über drei 35-mm-Mikuni-Vergaser mit Öl-Kraftstoff-Gemisch versorgt; die Maximalleistung wurde mit 120 PS angegeben, die über ein Sechsgang-Getriebe an das Hinterrad übertragen wurde. Der verstärkte Doppelschleifen-Rohrrahmen wurde über eine Teleskopgabel am Vorderrad und einer Kastenschwinge mit zwei Stoßdämpfern am Hinterrad abgefedert. Die Reifenbreite betrug vorne 3.25–18, und hinten 3.50–18.
Eine Fubar-Version („fucked up beyond all recognition“) der Kawasaki KR 750 wurde von den Fahrern Yvon DuHamel und Gary Nixon 1976 probeweise eingesetzt. An dieser Versuchsmaschine wurde eine Parallelogramm-Schwinge, die über Anti-Dive und Anti-Squat verfügte, erprobt. Zur Saison 1977 wurde eine überarbeitete KR 750 (602L) vorgestellt, die leichter (136 kg) und mit höherer Leistung versehen war. Sie war gegen die Yamaha TZ 750 D in der Formel 750 jedoch chancenlos. Dennoch gelang Mick Grant 1977 ein Sieg beim Rennen North West 200 und der Isle of Man TT auf der Werks-Kawasaki. Zur Saison 1978 blieb die Kawasaki technisch unverändert, und zur Saison 1979 wurde die Leistung für die Haltbarkeit reduziert.
Eine neu entwickelte Vierzylinder-Rennmaschine, die 602S, bei dem die beiden äußeren Zylinder im Rahmen nach vorne versetzt eingebaut wurden, wurde noch in der Saison 1979 im Training von Gregg Hansford eingesetzt.